# András Rajna
András Rajna (ur. 3 września 1960 w Budapeszcie) – węgierski kajakarz. Srebrny medalista olimpijski z Atlanty.
Zawody w 1996 były jego trzecimi igrzyskami olimpijskimi, brał udział w tej imprezie w 1988 i 1992. Zajął drugie miejsce w czwórce kajakowej na dystansie 1000 metrów, tworzyli ją ponadto Attila Adrovicz, Gábor Horváth i Ferenc Csipes. Trzykrotnie był medalistą mistrzostw świata w 1966, zdobył srebro w kajakowej dwójce na dystansie 500 metrów w 1986 i 1994, był trzeci w 1983 w kajakowej czwórce na dystansie 500 metrów.